# Loïc Lerouge
Loïc Lerouge (21 de enero de 1977) es un deportista francés que compitió en atletismo, especialista en las carreras de relevos.
Ganó una medalla de bronce en el Campeonato Mundial de Atletismo en Pista Cubierta de 1997 y una medalla de plata en el Campeonato Europeo de Atletismo en Pista Cubierta de 2002, ambas en la prueba de 4 × 400 m.

## Palmarés internacional
| Campeonato Mundial en Pista Cubierta | Campeonato Mundial en Pista Cubierta | Campeonato Mundial en Pista Cubierta | Campeonato Mundial en Pista Cubierta |
| Año                                  | Lugar                                | Medalla                              | Prueba                               |
| ------------------------------------ | ------------------------------------ | ------------------------------------ | ------------------------------------ |
| 1997                                 | París (Francia)                      | Medalla de bronce                    | 4 × 400 m                            |
| Campeonato Europeo en Pista Cubierta |                                      |                                      |                                      |
| Año                                  | Lugar                                | Medalla                              | Prueba                               |
| 2002                                 | Viena (Austria)                      | Medalla de plata                     | 4 × 400 m                            |